# Rezbareni dragulj
Rezbareni dragulj je naziv za manji komad dragog kamenja, najčešće poludragi kamen, u koji su ugravirani inicijali ili slike, te koji služi kao ukras, amulet ili pečatnjak. Za njega se također koristi izraz gema. U prošlosti, pogotovo u doba antike, predstavljali su jedan od najluksuznijih, odnosno najdragocjenijih predmeta. U zapadnom svijetu je bilo tradicionalno graviranje samo s jedne strane, odnosno korištenje tehnike tiska (talijanski: intaglio).
U antičko doba, dragulji su se uglavnom rezbarili strugaćim (abrazivnim) praškom od tvrdog kamenja i ručnim svrdlom, često postavljenom na stroju za tokarenje. jer u to vrijeme nije bilo brusnog papira, crpili su se razni minerali poput korunda (šmirgla), koji je prema Mohsovoj ljestvici drugi najtvrđi mineral na svijetu. Otok Naksos i istoimena luka bili su najpoznatiji po trgovanju i prijevozu tim mineralom, vrijednom sirovinom za rezbarenje i graviranje. Nema dokaza da su se u antici prilikom graviranja i rezbarenja koristila povećala ili objektivi.
Najpoznatiji srednjovjekovni rezbar dragulja bio je Teofil Prezbiter, srednjovjekovni umjetnik i znanstvenik. Draguljari na području Bizanta koristili su rezač dragulja s vije oštrice te su imali bušilicu s kotačićem, dok su za karolinške renesanse bušilice bile oblika polukruga s glatkijim oštricama. Ta tehnika se kasnije prenijela i u Srednju i Južnu Europu, a preuzeli su je i majstori u Sjevernoj Africi. Površinski rez bio je mikroskopski precizan i dobro očuvan zbog duboke obrade tvrdim kamenom.

## Vanjske poveznice
- Beazley Archive  Arhivirana inačica izvorne stranice od 19. kolovoza 2010. (Wayback Machine), opsežna stranica o klasičnim draguljima (engl.)
- Carvers and Collectors, izložba u galeriji Getty Villa (engl.)
- Digital Library Numis (DLN)  Arhivirana inačica izvorne stranice od 16. kolovoza 2011. (Wayback Machine), knjige i članci o rezbarenim draguljima (engl.)